# Fábio Goulart
Fábio Goulart (Limeira, 17 de junho de 1965) é um desportista, empresário e ator brasileiro.
É formado em Educação Física, pós-graduado em Treinamento Desportivo e mestre em Administração.
Atualmente vive nos Estados Unidos.

## Trajetória no esporte
Fábio Goulart foi o primeiro desportista brasileiro a ganhar uma medalha de ouro em competições oficiais de taekwondo para o Brasil, nos pan-americano de 1990 em Porto Rico; porém seu grande feito foi a medalha de ouro nos Jogos Pan-Americanos de 1991 em Cuba.
Fundou em Santos uma academia de taekwondo direcionada ao público infantil, considerada uma das maiores e melhores do país.

### Títulos principais
- Campeão da Copa Brasil -1989
- Bicampeão brasileiro - 1989/90
- Campeão pan-americano - 1990
- Medalha de ouro - Jogos Pan-Americanos de 1991
- Medalha de ouro - Pan Open - 1995 - São Francisco (EUA)
- Medalha de ouro - Pan Open - 1996 - Anaheim (EUA)
- Medalha de ouro - American Open - 1997 - Daytona (EUA)
- Campeão das seletivas nacionais - 1998/99
- Campeão da seletiva para os Jogos Pan-Americanos de 1999
- Medalha de bronze no Campeonato Sul-Americano - 1999
- Campeão do Rio Open - categoria principal - 2008

## Cinema e televisão
| Ano  | Título                                  | Personagem           |
| ---- | --------------------------------------- | -------------------- |
| 2016 | O Shaolin do Sertão                     | Tora Pleura          |
| 2019 | Cine Holliúdy (série de televisão)      | Quebra Quengo (ep.8) |
| 2017 | Os Parças                               | Peçanha              |
| 2022 | O Cangaceiro do Futuro                  | Sabonete             |
| 2024 | C.I.C- Central de Inteligência Cearense | Pepe Ratón           |

Atuou no filme Shaolin do Sertão (2016) como o personagem Toni Tora Pleura.[carece de fontes?] O convite foi feito pelo diretor Halder Gomes e pelo ator Edmilson Filho. Halder pediu que Fábio se preparasse para o papel.  Isso o fez ganhar 15 quilos em quatro meses, para interpretar um lutador de vale-tudo em final de carreira, mas que viajava com um circo pelo interior do Ceará desafiando a população local.
Participou do filme nacional de maior publico em 2017, “Os Parças”, dirigido por Halder Gomes, com Tom Cavalcante, Tirullipa, Whindersson Nunes, Bruno de Luca, André Bankoff, Paloma Bernardi e Ricardo Macchi.
Foram 1.620.000 espectadores, tornando-se o filme brasileiro mais visto em 2017.
Em 2018, gravou a  série da Globo Cine Holliúdy (série de televisão), no Episódio 8 , como "Quebra Quengo", lutador de luta livre, parceiro de Bruno Garcia. A série estreou no dia 7 de maio de 2019 e tem no elenco principal Edmilson Filho, Leticia Colin, Matheus Natchergale, Heloisa Perisée, Frank Menezes e Solange Teixeira.
Em 2022 participou do 1° episódio de O Cangaceiro do Futuro, de Halder Gomes, no Netflix, como o personagem “Sabonete” amigo do personagem de Edmilson Filho, “Virguley”. Eles fazem parte de um grupo de teatro de rua, com dança e interpretação sobre Lampião e seu bando.